# Once Upon a Time… in Hollywood
Pour les articles homonymes, voir Once Upon a Time (homonymie).
Ne doit pas être confondu avec  Il était une fois Hollywood.
Série
The Adventures of Cliff Booth
(2026)
Pour plus de détails, voir Fiche technique et Distribution.
Once Upon a Time… in Hollywood, ou Il était une fois à… Hollywood au Québec, est un film américain écrit, coproduit et réalisé par Quentin Tarantino, sorti en 2019.

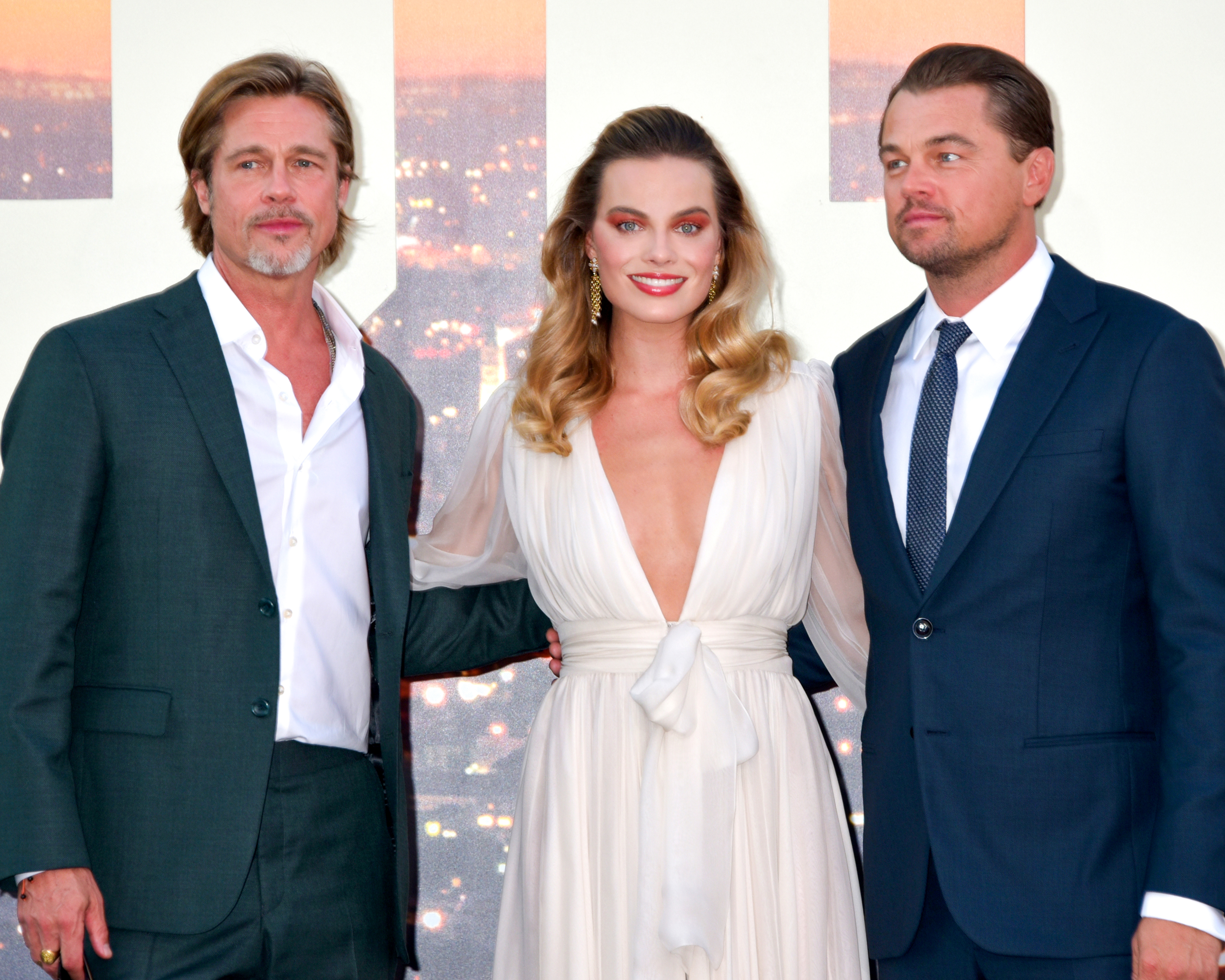
Les principaux acteurs, Brad Pitt, Margot Robbie et Leonardo DiCaprio, à l'avant-première du film à Hollywood en juillet 2019.

Il s'agit d'une uchronie tournant autour de la carrière déclinante d'un acteur fictif, Rick Dalton (interprété par Leonardo DiCaprio), flanqué de son ami Cliff Booth — sa doublure de toujours pour les cascades — (rôle tenu par Brad Pitt), et du meurtre bien réel de Sharon Tate (jouée par Margot Robbie) perpétré en août 1969 par la « famille » Charles Manson, un drame auquel Tarantino donne une issue différente.
Le film est présenté en compétition officielle au Festival de Cannes 2019. Salué par la critique, le film remporte trois Golden Globes dont celui du meilleur film musical ou comédie en 2020. Par la suite, il est nommé sept fois aux British Academy Film Awards 2020 et dix fois aux Oscars. Brad Pitt est couronné par celui du meilleur acteur dans un second rôle. Avec plus de 389 millions de dollars de recettes au niveau mondial, il s'agit du deuxième plus grand succès de Quentin Tarantino, derrière Django Unchained (2012).
En 2021, le réalisateur-scénariste a publié une novélisation du film, sortie sous le titre Il était une fois à Hollywood en France. Une suite centrée sur le personnage incarné par Brad Pitt est prévue pour Netflix. Écrit par Quentin Tarantino, le film sera réalisé par David Fincher.

## Contexte
1969, à Hollywood. Le mouvement hippie est à son apogée et manifeste massivement contre la guerre du Viêt Nam, toujours en cours. Richard Nixon est élu nouveau président des États-Unis, succédant à Lyndon B. Johnson, tandis que les émeutes de Stonewall débouchent sur le militantisme homosexuel.
Une année charnière dans l'histoire des États-Unis, également bouleversée par l'avènement du « Nouvel Hollywood », un mouvement cinématographique qui enterre le cinéma classique hollywoodien, dit le « Vieil Hollywood », et s'illustre par la prise de pouvoir des réalisateurs au sein des grands studios américains et la représentation radicale de thèmes jusqu'alors tabous et interdits par le code Hays comme la violence, la sexualité, etc.
Le personnage fictif de Rick Dalton — star déclinante d'une série télévisée de western — et Cliff Booth — sa doublure de toujours — assistent à la métamorphose artistique d'un Hollywood qu'ils ne reconnaissent plus du tout en essayant de relancer leurs carrières. En ce qui concerne le contexte bien réel de cet été là, le 9 août, Hollywood est pour toujours marqué par un fait divers barbare : l'assassinat de l'actrice Sharon Tate enceinte de huit mois, par les disciples du gourou Charles Manson. Les époux franco-polonais Polanski, et leurs amis, sont montrés habitant une maison voisine de celle de Rick Dalton sur Cielo Drive (en). Outre le couple Polanski, les personnages du film vont croiser d'autres personnalités réelles, comme Steve McQueen, Bruce Lee ou Michelle Phillips et Cass Elliot.

## Synopsis
En février 1969, l'acteur Rick Dalton (Leonardo DiCaprio), ancienne star de la série télévisée Le Chasseur de primes (Bounty Law) et de séries B, est invité à déjeuner par son agent Marvin Schwarz (Al Pacino) qui lui annonce qu'il est désormais ringard, à force de toujours jouer des méchants perdants dans des séries, dans une industrie hollywoodienne moderne. Il lui propose, pour redonner un souffle à sa carrière, de partir en Italie pour tourner des westerns spaghettis, notamment sous la direction de Sergio Corbucci. Rick Dalton refuse, craignant d'être humilié dans des séries B fauchées. Alcoolique, fumant cigarette sur cigarette, capricieux et narcissique, il trouve du réconfort auprès de son ami chauffeur et doublure Cliff Booth (Brad Pitt), un cascadeur suspecté d'avoir tué sa femme Billie (Rebecca Gayheart). Mais Dalton semble retrouver de l'espoir lorsqu'il voit que ses nouveaux voisins sont le couple le plus en vogue du moment : le cinéaste Roman Polanski (Rafał Zawierucha), tout juste auréolé du succès de son film Rosemary's Baby et sa compagne, l'actrice Sharon Tate (Margot Robbie). La nuit tombée, Booth raccompagne Dalton dans sa maison à Cielo Drive et rentre chez lui, dans une caravane miteuse près d'un drive-in où il vit seul avec sa chienne Brandy. Quant à Polanski et son épouse, ils vont faire la fête au manoir Playboy, où ils retrouvent notamment leur ami coiffeur des stars Jay Sebring (Emile Hirsch), l'acteur Steve McQueen (Damian Lewis) et les chanteuses Cass Elliot (Rachel Redleaf) et Michelle Phillips (Rebecca Rittenhouse) du groupe The Mamas and the Papas. En observant le couple et Sebring danser, McQueen explique à la chanteuse Connie Stevens (Dreama Walker) que Sebring, l'ex de Sharon Tate, attend que Polanski fasse un faux pas pour reconquérir sa compagne qu'il aime toujours.
Accumulant les petits rôles dans des séries télévisées, Dalton obtient le rôle d'un méchant dans la série Ranch L (Lancer en VO). Il rencontre notamment l'acteur James Stacy (Timothy Olyphant), le héros principal, qui s'avère être un de ses fans, ou encore sa partenaire Trudi Fraser (Julia Butters), une petite fille de 8 ans adepte de l'Actors Studio. Mais, pendant le tournage, Dalton perd ses moyens et oublie ses répliques en raison de son alcoolisme. Après une crise dans sa loge, déterminé et refusant d'être un loser, il retourne sur le tournage d'une scène où il doit prendre en otage le personnage de Maribella, jouée par la jeune enfant. Sa performance impressionne Trudi et le réalisateur Sam Wanamaker (Nicholas Hammond). Lorsqu'elle lui annonce qu'il a été brillant, alors qu'elle le voyait déprimer en raison de sa carrière en chute libre, Dalton s’effondre en larmes et retrouve confiance en lui. Pendant ce temps, alors qu'il répare l'antenne de télévision de Dalton, Booth aperçoit depuis le toit un homme étrange aux cheveux longs qui se gare devant la résidence de Polanski. Il s'agit de Charles Manson (Damon Herriman). Ce dernier erre autour de la maison pour voir Terry Melcher, un producteur de musique. Mais lorsque Jay Sebring, qui tient compagnie à Sharon Tate, lui annonce qu'il ne vit plus ici avant de le virer de leur propriété, le regard de Manson croise celui de l'épouse de Polanski et il part aussitôt après l'avoir saluée.
Booth se remémore son passé. Alors que Dalton cherche un cascadeur pour le doubler, un professionnel, Randy (Kurt Russell), lui déconseille de choisir Booth car il aurait tué son épouse en mer. Mais Dalton refuse d'y croire et l'engage aussitôt. Sur le tournage de la série Le Frelon vert, Booth assiste à un discours arrogant de Bruce Lee (Mike Moh), qui se considère comme le meilleur (bien meilleur que Cassius Clay), et lui propose un combat à mains nues pour prouver qu'il n'est pas aussi fort qu'il le prétend. Mais leur duel se termine par un match nul lorsque Janet (Zoë Bell), la femme de Randy, les arrête et voit qu'ils ont cabossé sa voiture en se battant, ce qui amène Randy à ne plus engager Booth.
La même journée, Sharon Tate se rend seule dans une librairie pour acheter un cadeau à son mari. Elle lui achète le roman Tess d'Urberville. À Westwood, elle se rend dans le Bruin Theater où, invitée par le propriétaire, elle assiste à une projection du film Matt Helm règle son comte où elle partage l'affiche avec Dean Martin — les images du film en question montrent au spectateur la vraie Sharon Tate, et non celle de Margot Robbie. Cachée derrière ses lunettes de soleil, elle entend avec bonheur les rires du public lors des scènes où elle démontre ses talents comiques. Elle se remémore par ailleurs son entraînement pour le film auprès de Bruce Lee.
De son côté, Booth prend en stop une hippie aguicheuse qu'il avait déjà croisée deux fois, Pussycat (Margaret Qualley), qui ne le laisse pas indifférent. Cette dernière lui propose une fellation pendant qu'il conduit mais il refuse, la soupçonnant d'être mineure. Elle désire aller au ranch Spahn, où l'attendent d'autres hippies (majoritairement des filles) et plus précisément les adeptes de Charles Manson, et Booth décide de l'accompagner pour visiter les décors en ruine de la série Le Chasseur de primes où il doublait Dalton. Aussitôt arrivé sur place, Booth trouve leur comportement étrange, pour des hippies. Il rencontre Charles Watson (Austin Butler) et Lynette Fromme (Dakota Fanning), deux complices de Manson, qui voient d'un mauvais œil son arrivée au ranch. Alors qu'il souhaite revoir son vieil ami George Spahn (Bruce Dern), propriétaire des lieux, il découvre que celui-ci est aveugle et à moitié sénile. Quand Booth insiste pour lui faire comprendre qu'il est manipulé par la bande de hippies et que ces derniers se sont appropriés son ranch, Spahn lui demande de partir. Dehors, alors qu'il regagne sa voiture sous les huées des hippies, Booth constate que l'un d'eux, Steve « Clem » Grogan (James Landry Hebert), a crevé l'un des pneus de son véhicule. Booth lui explose le visage à coups de poing et l'oblige à le changer. Témoins de la scène, les hippies s'offusquent et Catherine Share (Lena Dunham) demande à une autre, Sundance (Cassidy Hice), d’aller chercher rapidement Watson, dit Tex. Quand ce dernier arrive sur son cheval, il voit la Cadillac conduite par Booth quitter les lieux.
Le soir même, alors que Booth et Dalton regardent ensemble la performance de ce dernier dans un épisode de Sur la piste du crime (The FBI en VO), son agent Schwarz fait de même et, contre l'avis de son acteur, appelle les producteurs du cinéaste italien Sergio Corbucci pour leur annoncer que Dalton sera parfait dans le rôle principal de leur prochain western spaghetti.
Six mois plus tard. Dalton et Booth reviennent d'Italie où ils ont tourné des westerns spaghettis et des séries B fauchées dirigées par des cinéastes italiens comme Corbucci ou Antonio Margheriti, quatre films qui permettent à Dalton de gagner beaucoup d'argent et de rencontrer l'actrice Francesca Capucci (Lorenza Izzo). Désormais marié à cette dernière, il retourne à Hollywood, pratiquement ruiné par son séjour dispendieux à Rome, où il s'apprête à se séparer définitivement de son ami Cliff, ce dernier acceptant cet accord pour poursuivre seul son chemin. Quant à Sharon Tate, désormais enceinte de Polanski, elle est sur le point d'accoucher.
La nuit du 9 août 1969, en l'absence de son époux parti à Londres pour préparer son nouveau film, Sharon Tate invite ses amis Jay Sebring, Abigail Folger (Samantha Robinson) et Wojciech Frykowski (Costa Ronin) dans un restaurant mexicain à Santa Monica, puis ils rentrent tous chez Tate pour poursuivre la soirée. Quant à Dalton, il fête sa séparation avec Booth en buvant de l'alcool dans un autre restaurant sur Ventura boulevard, puis ils reviennent chez Dalton, où sa femme dort profondément. Alors que Dalton se prépare des margaritas, Booth retrouve une cigarette imbibée de LSD qu'il avait achetée à une dealeuse hippie (Perla Haney-Jardine), et décide de la fumer avant de sortir promener sa chienne en pleine nuit. Au même moment, Charles Watson, accompagné de ses sbires Susan Atkins (Mikey Madison), Linda Kasabian (Maya Hawke) et Patricia Krenwinkel (Madisen Beaty) arrive en voiture à Cielo Drive pour accomplir la demande de leur gourou Charles Manson : massacrer tous les occupants de la maison de Terry Melcher, où sont Sharon Tate et ses amis.
Mais, dès que Watson et ses acolytes sont garés devant la villa de Sharon Tate, le bruit et la fumée épouvantables de leur voiture attirent l'attention de Dalton. Ce dernier, qui déteste les hippies, sort de chez lui furieux et les menace pour qu'ils partent immédiatement du quartier privé. Les tueurs hippies, complètement défoncés, s'en vont mais ils ont reconnu Dalton comme le héros de la série télévisée Le Chasseur de primes. Atkins propose d'aller le tuer sauvagement, affirmant que ses téléfilms ont enseigné aux enfants comment tuer, ses complices surexcités acceptent sa proposition, et tous les quatre retournent chez Dalton à pied. Sur le chemin, Kasabian, qui est la moins enthousiaste, prétend avoir oublié son couteau et part soi-disant le récupérer dans la voiture. Mais elle démarre en trombe, abandonnant ses complices sous leurs yeux.
Quand les trois membres restants pénètrent par effraction chez Dalton, ils tombent sur Booth rentré de sa promenade, mais leur intrusion a aussi réveillé Francesca. Bien qu'étant toujours sous les effets du LSD, Booth réussit à les reconnaître comme les hippies du ranch Spahn. Ces derniers prennent peur, contrairement à lui qui ne semble guère intimidé, et s'apprêtent à le tuer sous le regard terrorisé de Francesca, menacée par Krenwinkel armée d'un couteau, jusqu'au moment où, sur ordre de son maître, Brandy, la chienne de Booth, attaque Watson et le blesse gravement au poignet, à la jambe et aux parties génitales. Atkins dégaine son poignard et se précipite sur Booth en hurlant, quand celui-ci lui jette en pleine figure la boîte de conserve pour chien qu'il avait encore dans sa main, fracassant le visage de la jeune fille qui tombe à la renverse sur le coup, et lui infligeant des blessures d'une telle gravité qu'elle pousse des hurlements de douleur particulièrement stridents durant de très longues minutes, pendant lesquelles elle est à son tour férocement attaquée par Brandy. Pendant ce temps, tandis que Francesca surprend Krenwinkel par un coup de poing, Booth désarme puis assomme Watson avant une empoignade avec Krenwinkel, dont il ressort avec le couteau de cette dernière planté dans la hanche. Il se tourne vers elle, la saisit aux cheveux et lui fracasse méthodiquement le visage contre un téléphone, un mur et un comptoir avant d'abandonner ce qui vraisemblablement n'est plus que son cadavre. Au moment où Booth s'évanouit suite à sa blessure, Atkins, qui a fini par s'emparer du revolver de Watson, tire dans le vide et fait fuir Brandy.
Gravement blessée et poussant toujours de longs cris perçants, Atkins, devenue aveugle, fonce à travers la porte-fenêtre donnant sur la terrasse, faisant ainsi voler la vitre en éclats, et tombe dans la piscine où Dalton écoute de la musique avec un casque sur les oreilles. D'abord extrêmement surpris et dans l'ignorance totale de ce qui s'est passé chez lui, il se ressaisit rapidement et sort de la piscine. Il revient peu après armé d'un lance-flammes — une arme qu'il avait utilisée sur le tournage d'un film dans lequel son personnage brûlait des nazis — et tandis qu'Atkins tourne son arme vers lui sans le voir, il actionne longuement la sienne et un long jet de flammes asperge aussitôt la jeune hippie qui tourne plusieurs fois sur elle-même avant de mourir carbonisée.
Plus tard, la police arrive chez Dalton et l'interroge ainsi que sa femme, qui s'est débattue contre Krenwinkel qui voulait la tuer, et Booth, qui revient à lui. Ce dernier est ensuite mis sur un brancard et placé dans une ambulance. Dalton se propose de le rejoindre à l'hôpital mais Booth lui conseille de rester auprès de son épouse. Avant le départ de l'ambulance, Dalton lui avoue qu'il est un véritable ami. Une fois seul, Dalton est accosté à travers la grille de la villa de Sharon Tate par Jay Sebring. Ce dernier, qui était sorti pour voir ce qui s'est passé, probablement alerté par les coups de feu d'Atkins dans la piscine, lui avoue qu'il est de ses plus grands fans et qu'il connait par cœur ses films. Ému, Dalton l'est encore plus quand Sharon Tate en personne, qui ignorait la présence de son voisin acteur, l'invite à travers l'interphone à les rejoindre pour boire un verre. Intimidé, Dalton accepte sa proposition. Ainsi, le 9 août 1969, Dalton fait connaissance avec Sharon Tate et ses trois amis, toujours en vie.

## Fiche technique
Sauf indication contraire, les informations mentionnées dans cette section peuvent être confirmées par la base de données cinématographiques IMDb,  présente dans la section « Liens externes ».
- Titre original et français : Once Upon a Time… in Hollywood
- Titre québécois : Il était une fois à… Hollywood[1]
- Titre belge francophone : Il était une fois… à Hollywood[2]
- Réalisation et scénario : Quentin Tarantino
- Direction artistique : Barbara Ling
- Décors : Jann K. Engel et Eric Sundahl
- Costumes : Arianne Phillips
- Chorégraphie : Toni Basil
- Photographie : Robert Richardson
- Montage : Fred Raskin
- Production : Quentin Tarantino, David Heyman et Shannon McIntosh
  - Production associée : William Paul Clark et Daren Metropoulos
  - Production déléguée : Georgia Kacandes
- Sociétés de production : Columbia Pictures, Polybona Films, Heyday Films et Visiona Romantica
- Société de distribution : Sony Pictures Releasing
- Budget : 90 millions de dollars[3]
- Pays de production :  États-Unis,  Royaume-Uni
- Langue originale : anglais et quelques dialogues en italien, allemand et espagnol
- Format : couleur - 35mm[4], KODAK VISION3 500T Color Negative Film 5219 et KODAK VISION3 200T Color Negative Film 5213
- Durée : 161 minutes; version longue : 171 minutes[5]
- Genre : comédie noire et historique
- Dates de sortie :
  - France : 21 mai 2019 (Festival de Cannes)
  - États-Unis, Canada : 26 juillet 2019
  - France, Belgique : 14 août 2019 (sortie nationale)
  - Royaume-Uni : 14 août 2019
- Classification[6] :
  - États-Unis : R - Restricted (interdit aux moins de 17 ans sans un adulte)
  - Royaume-Uni : Interdit aux moins de 18 ans
  - Canada : 14A
  - Québec : 13+[7]
  - France :
    - Interdit aux moins de 12 ans lors de sa sortie en salles[8]
    - Déconseillé aux moins de 16 ans lors de sa diffusion à la télévision (première fois sur Canal+)
    - Film découpé en 2 parties lors de la diffusion sur France 2 le 4 septembre 2022 : 1re partie déconseillée aux moins de 12 ans et 2e partie déconseillée aux moins de 16 ans[9]

## Distribution
- Leonardo DiCaprio (VF : Damien Ferrette ; VQ : David Laurin) : Rick Dalton
- Brad Pitt (VF : Jean-Pierre Michaël ; VQ : Alain Zouvi) : Cliff Booth
- Margot Robbie (VF : Diane Dassigny ; VQ : Catherine Brunet) : Sharon Tate
- Margaret Qualley (VF : Kelly Marot ; VQ : Ludivine Reding) : Pussycat
- Al Pacino (VF : José Luccioni ; VQ : Marc Bellier) : Marvin Schwarz
- Timothy Olyphant (VF : Anatole de Bodinat ; VQ : Patrice Dubois) : James Stacy
- Julia Butters (VF : Jaynelia Coadou ; VQ : Alice Déry) : Trudi Fraser
- Austin Butler (VF : Julien Allouf ; VQ : Xavier Dolan) : Charles « Tex » Watson
- Dakota Fanning (VF : Audrey Sourdive) : Lynette « Squeaky » Fromme
- Bruce Dern (VF : Georges Claisse) : George Spahn
- Emile Hirsch (VF : Benjamin Jungers ; VQ : Louis-Philippe Berthiaume) : Jay Sebring
- Mike Moh (VF : Adrien Solis ; VQ : Nicholas Savard L'Herbier) : Bruce Lee
- Luke Perry (VF : Lionel Tua) : Wayne Maunder
- Damian Lewis (VF : Jérémie Covillault) : Steve McQueen
- Kurt Russell (VF : Philippe Vincent ; VQ : Jean-Luc Montminy) : Randy / le narrateur
- Zoë Bell : Janet, la femme de Randy
- Clifton Collins Jr. : Ernesto « The Mexican » Vaquero dans la série Lancer
- Raul Cardona (VF : Günther Germain) : « Bad Guy » Delgado dans la série Lancer
- Marco Rodriguez : le barman dans la série Lancer
- Michael Madsen (VF : Jacques Frantz) : le shérif Hackett dans la série Bounty Law
- Scoot McNairy (VF : Loïc Houdré) : Bob « Business » Gilbert dans la série Lancer
- Martin Kove (VF : Richard Leroussel) : le shérif dans la série Bounty Law
- James Remar : Ugly Owl Hoot dans la série Bounty Law
- Damon Herriman : Charles « Charlie » Manson
- Madisen Beaty (VF : Lisa Caruso) : Patricia « Katie » Krenwinkel
- Mikey Madison (VF : Lou Lévy ; VQ : Geneviève Bédard) : Susan « Sadie » Atkins
- Victoria Pedretti : Leslie « Lulu » Van Houten
- Lena Dunham (VF : Olivia Luccioni) : Catherine « Gypsy » Share
- Maya Hawke (VF : Agathe Quelquejay) : Linda « Flower Child » Kasabian
- Kansas Bowling : Sandra « Blue » Good
- James Landry Hebert (VF : Max Geller) : Steve « Clem » Grogan
- Dallas Jay Hunter (VF : Pauline Moulène) : Delilah
- Dyani Del Castillo : Pebbles
- Parker Love Bowling : Tadpole
- Sydney Sweeney (VF : Rebecca Benhamour) : Dianne « Snake » Lake
- Josephine Valentina Clark : Catherine « Happy Cappy » Gillies
- Ronnie Zappa : Bobby « Top Hat » Beausoleil
- Harley Quinn Smith : Froggie
- Cassidy Hice (VF : Pauline Moulène) : Sundance
- Ruby Rose Skotchdopole : Butterfly
- Danielle Harris : Angel
- Rafał Zawierucha (VF : Adrien Larmande) : Roman Polanski
- Nicholas Hammond (VF : Pierre-François Pistorio ; VQ : Christian Perrault) : Sam Wanamaker
- Samantha Robinson (en) : Abigail Folger
- Costa Ronin : Wojciech Frykowski
- Rumer Glenn Willis : Joanna Pettet
- Dreama Walker (VF : Lydia Cherton) : Connie Stevens
- Rachel Ledleaf : Cass Elliot
- Rebecca Rittenhouse : Michelle Phillips
- Lorenza Izzo (VF : Pauline Moulène) : Francesca Capucci
- Rebecca Gayheart (VF : Laurence Charpentier) : Billie Booth
- Spencer Garrett (en) (VF : Xavier Fagnon) : Allen Kincade
- Brenda Vaccaro : Mary Alice Schwarz
- Omar Doom : Donnie
- Tom Hartig (VF : Jean-Bernard Guillard) : Bill « Sweet William Tumbleweed » Fitsch
- David Steen : Straight Satan David
- Monica Staggs : Connie
- Lew Temple : Land Pirate Lew dans Lancer
- Eddie Pérez : Land Pirate Eddie dans Lancer
- Keith Jefferson : Land Pirate Keith dans Lancer
- Maurice Compte : Land Pirate Mao dans Lancer
- Vincent Laresca : Land Pirate Vincent dans Lancer
- Ramón Franco (VF : Michel Elias) : le gérant du cinéma
- Kate Berlant (VF : Armelle Gallaud) : l'ouvreuse du cinéma
- Clu Gulager : le propriétaire de la librairie
- Courtney Hoffman : Rebekka, la costumière
- Heba Thorisdottir : Sonya, la maquilleuse
- Perla Haney-Jardine : une dealeuse hippie
- Daniella Pick : Daphna Ben-Cobo
- Brianna Joy Chomer : une starlette
- Rage Stewart : Harvey « Humble Harve » Miller (voix)
- Toni Basil : une danseuse dans l'avion (caméo)
- Corey Burton (VF : Michel Dodane) : l'annonceur de Bounty Law (voix)
- Quentin Tarantino : le réalisateur de la pub Red Apple Cigarettes (caméo vocal)
- James Marsden : Burt Reynolds (caméo, version longue uniquement[10])
- Walton Goggins : le narrateur d'une publicité (caméo vocal, version longue uniquement[10])
- Tim Roth : Raymond, le majordome de Jay Sebring (scènes coupées mais crédité)

 Source et légende : version française (VF) sur RS Doublage
 Source et légende : version québécoise (VQ) sur Doublage.qc.ca

## Production

### Développement du projet
Les premières indiscrétions du film remontent au printemps 2017. En juillet 2017, il est annoncé que The Weinstein Company produira le film, dont le script est en finalisation et dans lequel pourraient jouer Brad Pitt et Jennifer Lawrence.
La préproduction à l'automne 2017 est marquée par l'affaire Harvey Weinstein, collaborateur historique de Tarantino ainsi que par le décès de Charles Manson, le 19 novembre 2017. Le 11 novembre 2017, il est annoncé que la distribution du film sera finalement assurée par Sony Pictures, après avoir été mis en concurrence avec d'autres studios comme Warner Bros., Universal Pictures, Paramount Pictures, Annapurna Pictures et Lionsgate. Sony aurait proposé à Quentin Tarantino un budget de 95 millions de dollars, le final cut et un « extraordinaire contrôle créatif », un pourcentage sur les recettes et enfin que les droits du film lui reviennent dans 10 ou 20 ans.

### Attribution des rôles

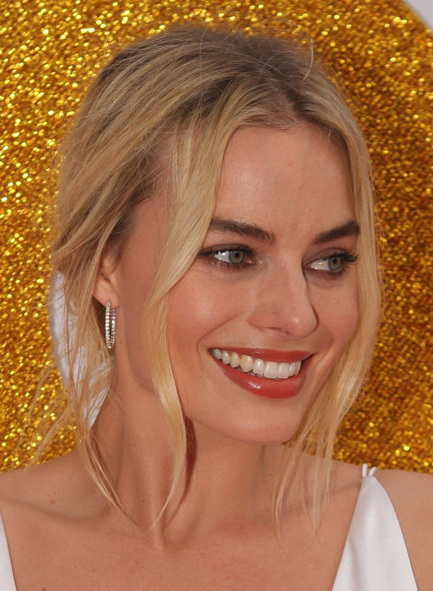
L'actrice australienne Margot Robbie incarne Sharon Tate.

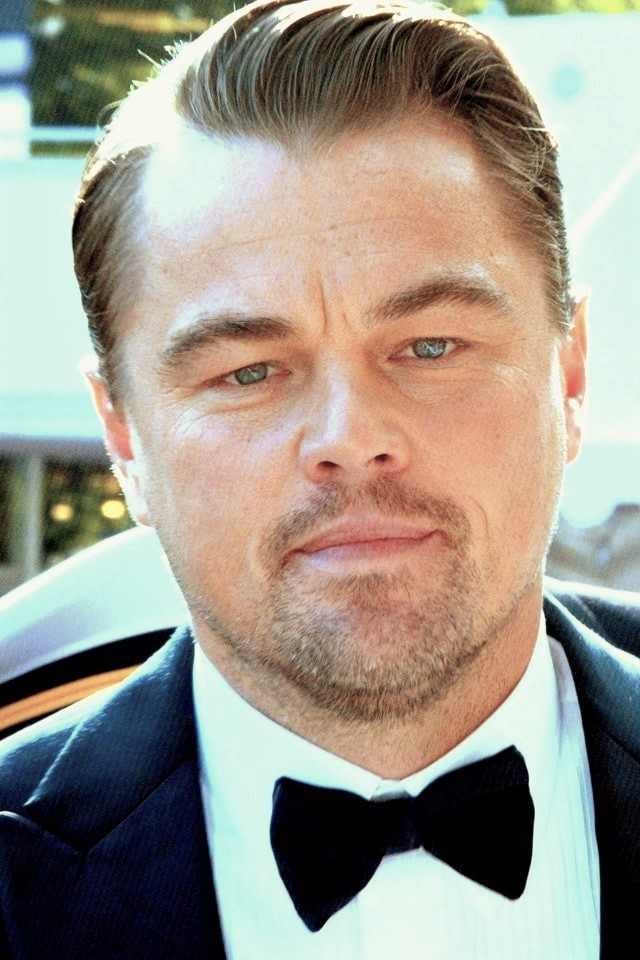
L'acteur principal Leonardo DiCaprio lors de la projection du film au Festival de Cannes 2019.

En novembre 2017, Tom Cruise est évoqué pour le rôle de Cliff Booth mais déclina pour tourner Top Gun : Maverick, peu de temps après l'annonce de la présence de Leonardo DiCaprio et Brad Pitt.
En mai 2018, Margot Robbie confirme qu'elle jouera Sharon Tate, l'épouse du cinéaste Roman Polanski assassinée par les disciples de Charles Manson. Jennifer Lawrence était également envisagée pour incarner ce même rôle mais Tarantino aurait finalement choisi Robbie sur les conseils de Debra Tate, la sœur de Sharon Tate.
De plus, à quelques heures d'intervalles, il est annoncé que Tarantino fait appel à quatre de ses acteurs fétiches, Michael Madsen, Tim Roth, Zoë Bell et Kurt Russell, pour des seconds rôles mineurs. Il engage également Burt Reynolds, ancienne gloire des années 1970-1980, pour incarner George Spahn, un éleveur américain qui louait son ranch à l'industrie cinématographique pour tourner des westerns et qui, surtout, a hébergé Charles Manson et ses disciples. En échange du logement, Manson lui allouait les services de ses suiveuses pour qu'elles couchent avec lui.
Quelques jours plus tard, l'acteur Timothy Olyphant, plus connu pour la série Justified et Deadwood (HBO), est engagé pour un rôle encore inconnu.
En juin 2018, Al Pacino, Dakota Fanning, Damian Lewis, Emile Hirsch, Luke Perry, Clifton Collins Jr., Nicholas Hammond, Keith Jefferson, James Marsden et Julia Butters rejoignent le casting,,.
Le mois suivant, en juillet 2018, le casting est étoffé avec l'arrivée de plusieurs acteurs, dont l'Américain Mike Moh dans la peau de Bruce Lee ou bien James Remar, déjà apparu dans Django Unchained de Tarantino.
En août 2018, c'est au tour de Lena Dunham, Maya Thurman-Hawke, Lorenza Izzo et Austin Butler de rejoindre le casting. L'acteur polonais Rafał Zawierucha, inconnu du grand public, interprétera le rôle du cinéaste Roman Polanski, mari de Sharon Tate à l'époque, tandis que l'acteur australien Damon Herriman incarnera Charles Manson. Ce dernier incarnera également ce rôle dans la série Netflix Mindhunter. Danny Strong, Sydney Sweeney, Rumer Glenn Willis, Margaret Qualley, Clu Gulager, Costa Ronin, Dreama Walker, Madisen Beaty et Samantha Robinson (en) sont également annoncés au casting.
Le 6 septembre 2018, Burt Reynolds meurt à 82 ans. Il est annoncé ensuite qu'il n'avait pas encore commencé à tourner ses scènes. Le rôle de George Spahn est finalement repris par l'un de ses amis, Bruce Dern, qui avait par ailleurs tourné dans les deux précédents films de Quentin Tarantino, Django Unchained (2012) et Les Huit Salopards (2015).
Il s'agit du dernier long métrage de l'acteur américain Luke Perry, mort d'un accident vasculaire cérébral le 4 mars 2019 à l'âge de 52 ans.
Initialement prévus pour faire des apparitions, James Marsden, James Remar, Tim Roth et Danny Strong sont finalement coupés au montage et absents du film présenté au Festival de Cannes 2019. Néanmoins, leurs scènes pourraient être rajoutées pour le montage de la version cinéma puisque Tarantino a annoncé quelques jours après sa présentation cannoise qu'il comptait rallonger la durée de son film.
En juillet 2019, Lew Temple révèle que Jack Nicholson, qui n'avait plus tourné depuis des années, apparaît dans le film. Il n'est cependant pas présent dans le film.
En 2020, l'acteur Macaulay Culkin a révélé lors d'une interview qu'il voulait participer au film, mais que son audition était désastreuse : « Je suis nul pour les castings. Et je n’en avais pas passé depuis huit ans. »
En juin 2021, lorsqu'il est venu présenter la version romancée du film ainsi que sa « suite », Tarantino révèle qu'en plus du rôle de Sharon Tate, Jennifer Lawrence s'est vue proposer le rôle de Lynette « Squeaky » Fromme, finalement incarné par Dakota Fanning. Il révèle également avoir pensé un court instant à Marc Maron pour le rôle de Marvin Schwarz, finalement interprété par Al Pacino.
Leonardo DiCaprio et Margot Robbie se retrouvent après Le Loup de Wall Street (2013) tandis que Brad Pitt et Al Pacino se retrouvent, eux aussi, après Ocean's Thirteen (2007).

### Tournage
Le tournage débute le 18 juin 2018 à Los Angeles,.
En septembre 2018, l'équipe tourne pendant trois jours à Holmby Hills, dans le manoir Playboy qui appartenait à Hugh Hefner. Le propriétaire des lieux, Daren Metropoulos, sera ainsi crédité comme producteur associé au générique du film. Plusieurs autres lieux iconiques de Los Angeles apparaissent dans le film : les cinémas Fox Bruin Theater (en) et Fox Theater de Westwood, le Cinerama Dome, El Coyote Cafe (en) (Beverly Boulevard) ou encore le Musso & Frank Grill. Le Corriganville Movie Ranch (en) près de Simi Valley sert quant à lui de décor au ranch de George Spahn où vit la « famille Manson ».
Les prises de vues s'achèvent le 1er novembre 2018.

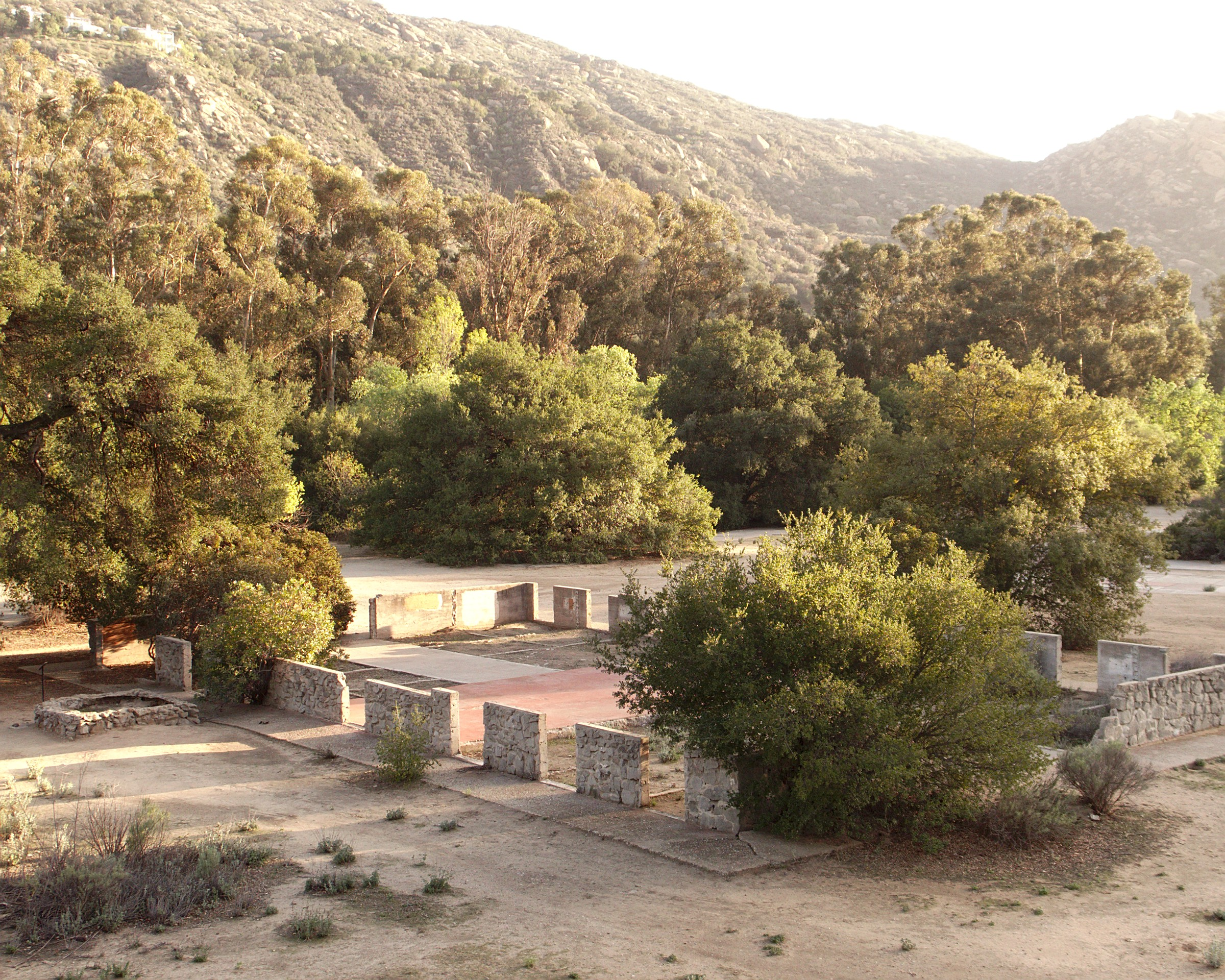
Le Corriganville Movie Ranch
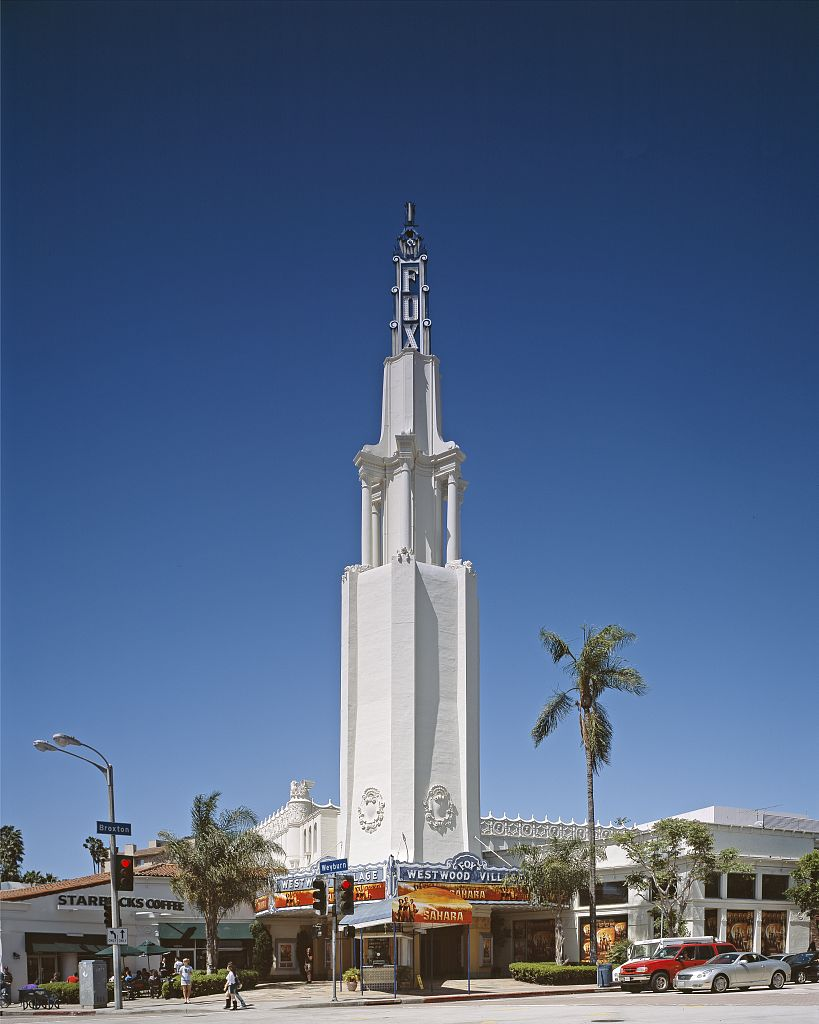
Le Fox Theater
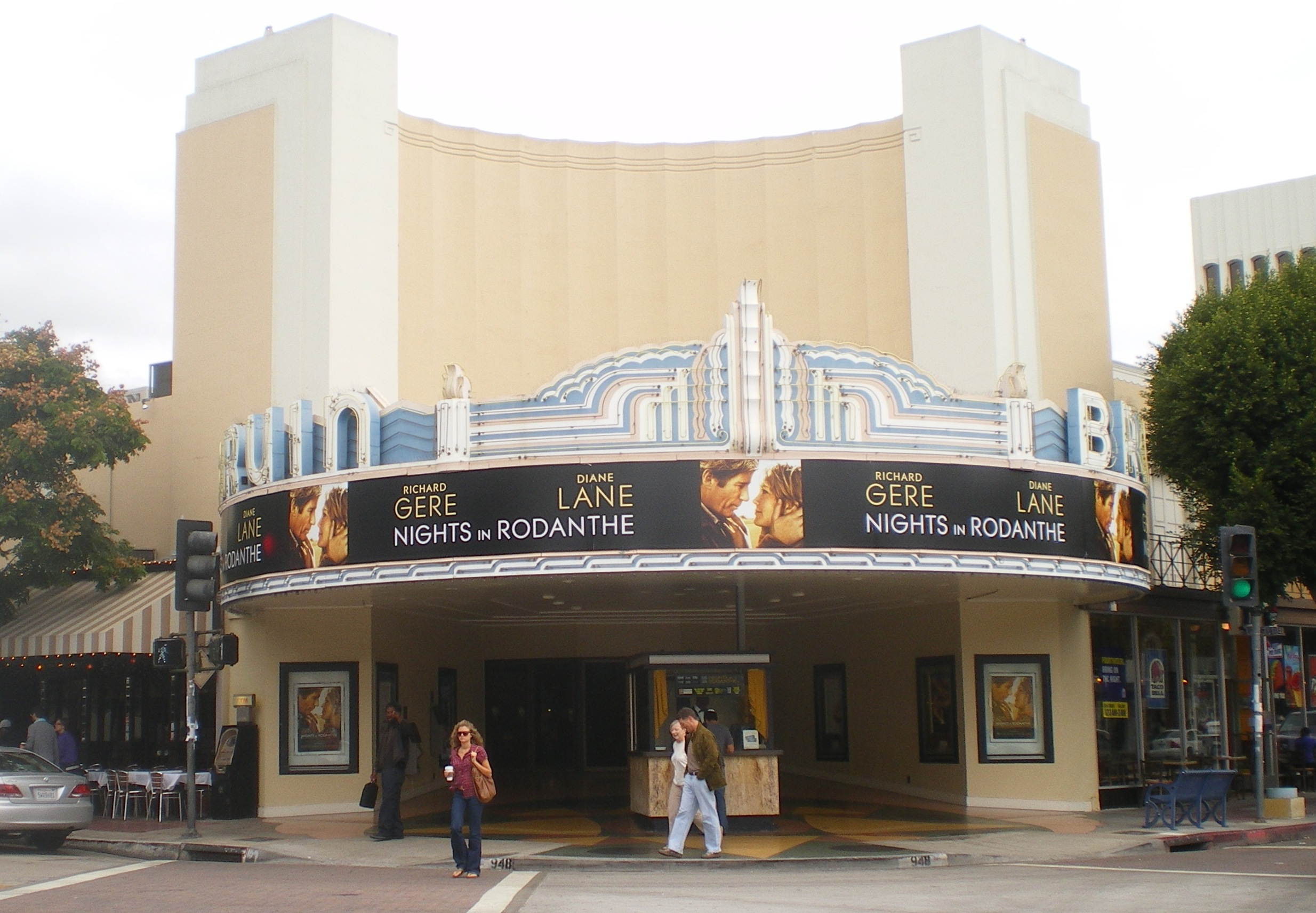
Le Fox Bruin Theater
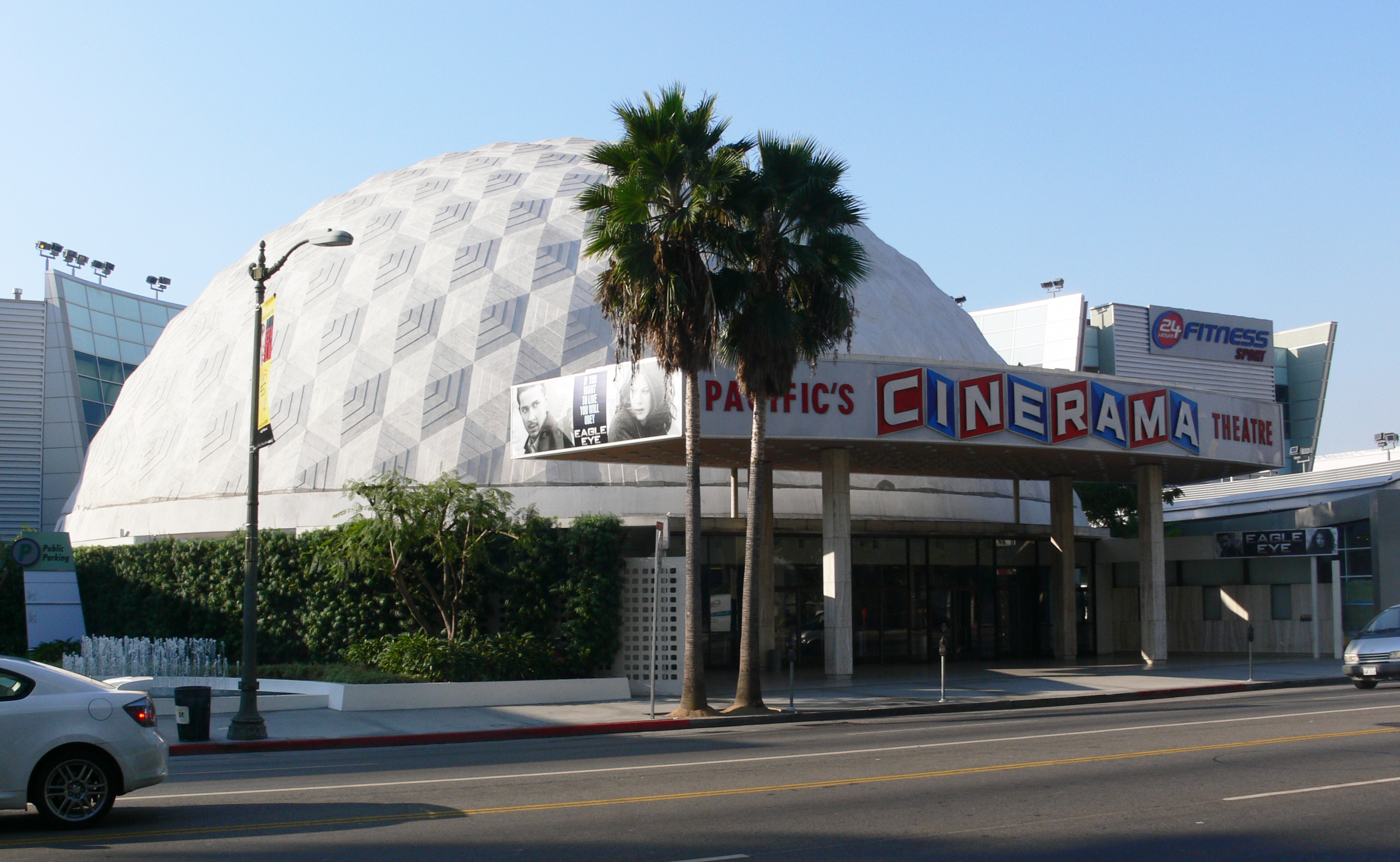
Le Cinerama Dome
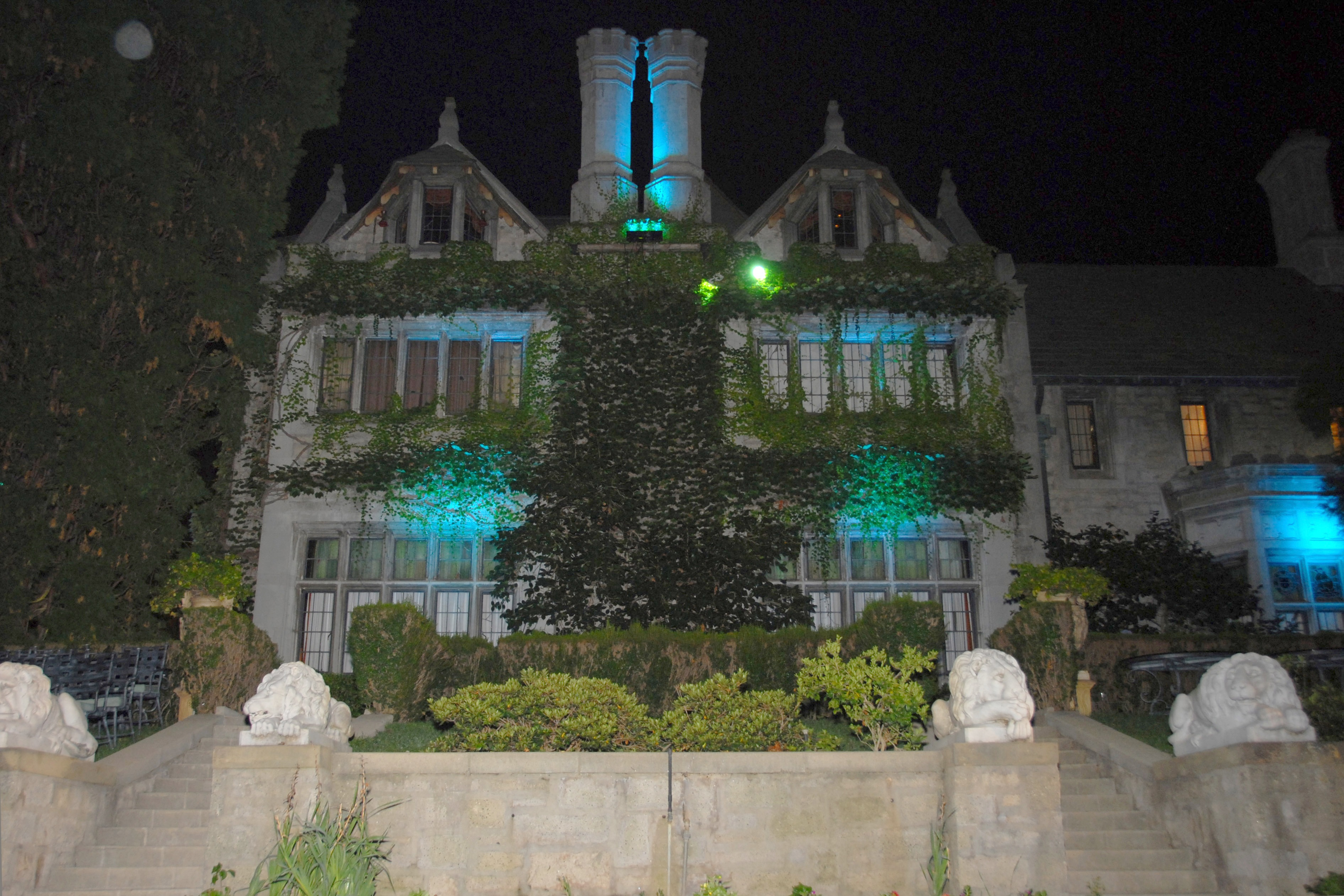
Le manoir Playboy

### Musique
Bandes originales par Quentin Tarantino
Les Huit Salopards
(2015)
L'album de la bande originale du film sort le 26 juillet 2019 sur les labels L. Driver Productions et Columbia Records. Il regroupe principalement des chansons pop-rock des années 1960 ainsi que de brefs interludes constitués de publicités et reportages radiophoniques, mais aucun dialogue du film (contrairement aux précédents bandes originales des films de Quentin Tarantino).
Dans la première bande-annonce teaser du film, on peut par ailleurs entendre Straight Shooter de The Mamas and the Papas et Bring a Little Lovin’ de Los Bravos. Dans la première bande-annonce longue, on entend Good Thing de Paul Revere and the Raiders et Brother Love's Travelling Salvation Show de Neil Diamond.

#### Liste des titres
| 1.    | Treat Her Right                                                   | Roy Kent Head, Gene Kurtz                    | Roy Head & The Traits                          | 2:04 |
| 2.    | Ramblin' Gamblin' Man                                             | Robert Seger                                 | The Bob Seger System                           | 2:22 |
| 3.    | Hush                                                              | Joe South                                    | Deep Purple                                    | 4:08 |
| 4.    | Mug Root Beer Advertisement (interlude)                           | Johnny Mann                                  | KHJ                                            | 0:08 |
| 5.    | Hector                                                            | Joe Espinosa, John Gonzalez                  | The Village Callers                            | 2:32 |
| 6.    | Son of a Lovin' Man                                               | Terry Cashman, Gene Pistilli, Tommy West     | Buchanan Brothers                              | 2:56 |
| 7.    | Paxton Quigley's Had the Course (tiré du film Three in the Attic) | Chad Stuart, Jeremy Clyde                    | Chad and Jeremy                                | 3:17 |
| 8.    | Tanya Tanning Butter Advertisement (interlude)                    |                                              | Bristol-Myers                                  | 1:06 |
| 9.    | Good Thing                                                        | Terry Melcher, Mark A. Lindsay               | Paul Revere and the Raiders                    | 3:02 |
| 10.   | Hungry                                                            | Barry Mann, Cynthia Weil                     | Paul Revere and the Raiders                    | 2:53 |
| 11.   | Choo Choo Train (Mono Single version)                             | Donald Fritts, Eddie Hinton                  | The Box Tops                                   | 2:50 |
| 12.   | Jenny Take a Ride                                                 | Bob Crewe, Enotris Johnson, Richard Penniman | Mitch Ryder & The Detroit Wheels               | 3:36 |
| 13.   | Kentucky Woman                                                    | Neil Diamond                                 | Deep Purple                                    | 4:44 |
| 14.   | The Circle Game                                                   | Joni Mitchell                                | Buffy Sainte-Marie                             | 3:00 |
| 15.   | Mrs. Robinson                                                     | Paul Simon                                   | Simon and Garfunkel                            | 3:36 |
| 16.   | Numero Uno Cologne Advertisement (interlude)                      |                                              | I Profumi di Capri                             | 0:49 |
| 17.   | Bring a Little Lovin'                                             | Johannes Vandenberg, George Young            | Los Bravos                                     | 2:17 |
| 18.   | Suddenly / Heaven Sent Advertisement (interlude)                  |                                              | Harold E. Weed / Dana Classic Fragrances       | 0:59 |
| 19.   | Vagabond High School Reunion (interlude)                          |                                              | KHJ                                            | 0:20 |
| 20.   | KHJ Los Angeles Weather Report (interlude)                        |                                              | KHJ                                            | 0:10 |
| 21.   | The Illustrated Man Advertisement / Ready for Action (interlude)  | Syd Dale                                     |                                                | 0:29 |
| 22.   | Hey Little Girl                                                   | Otis Blackwell, Bobby Stevenson              | Dee Clark                                      | 2:15 |
| 23.   | Summer Blonde Advertisement (interlude)                           |                                              | Coty Inc.                                      | 1:15 |
| 24.   | Brother Love's Traveling Salvation Show                           | Neil Diamond                                 | Neil Diamond                                   | 3:27 |
| 25.   | Don't Chase Me Around (tiré du film Gas-s-s-s)                    | Barry Melton                                 | Robert Corff                                   | 1:45 |
| 26.   | Mr. Sun, Mr. Moon                                                 | Mark A. Lindsay                              | Paul Revere and the Raiders feat. Mark Lindsay | 2:45 |
| 27.   | California Dreamin'                                               | Michelle Phillips, John Phillips             | José Feliciano                                 | 4:09 |
| 28.   | Dinamite Jim (English Version)                                    | Nico Fidenco, Giuseppe Cassia                | I Cantori Moderni di Alessandroni              | 2:27 |
| 29.   | You Keep Me Hangin' On (Quentin Tarantino Edit)                   | Holland-Dozier-Holland                       | Vanilla Fudge                                  | 5:00 |
| 30.   | Miss Lily Langtry (tiré du film Juge et Hors-la-loi)              | Maurice Jarre                                | Maurice Jarre                                  | 3:13 |
| 31.   | KHJ Batman Promotion / Batman Theme (interlude)                   | Neal Hefti                                   | KHJ                                            | 1:06 |
| 74:00 |                                                                   |                                              |                                                |      |

#### Autres chansons et morceaux présents dans le film
De nombreux autres titres sont présents dans le film mais absents de l'album :
- He Rocks, The Return - Bernard Herrmann (tiré de la série western Have Gun – Will Travel)
- KHJ Station ID - Johnny Mann
- Against a Crooked Sky - Lex de Azevedo (tiré du film Against a Crooked Sky (en))
- Green Door - Robert Davie & Marvin Moore
- The Killing et The Radiogram - Bernard Herrmann (compositions pour le film Le Rideau déchiré finalement rejetées)
- Ready For Action - Syd Dale
- The Letter - Joe Cocker
- Summertime - Billy Stewart
- Funky Fanfare - Keith Mansfield
- The House That Jack Built - Aretha Franklin
- MacArthur Park - Robert Goulet
- 3 in the Attic - Chad Stuart
- Time For Livin’ - The Association
- I Can't Turn You Loose - Wayne Cochran (en)
- Freya Bangs, Freya, Karate Dance et TV Screen - Hugo Montenegro (tirés du film Matt Helm règle son comte)
- Dalton Gang Ride Entrance - Tom Slocum / John Bird (tiré du film Winchester et Jupons courts)
- Soul Serenade - Willie Mitchell
- Victorville Blues - Harley Hatcher
- FBI The and Score Cues (tiré de la série TV Sur la piste du crime)
- Un uomo chiamato Apocalisse Joe - Bruno Nicolai (tiré du film du même nom)
- Straight Shooter - Samantha Robinson
- Out of Time (version 3) - The Rolling Stones
- Twelve Thirty (Young Girls Are Coming to the Canyon) - The Mamas and the Papas
- Snoopy vs. the Red Baron - The Royal Guardsmen

## Accueil

### Critique

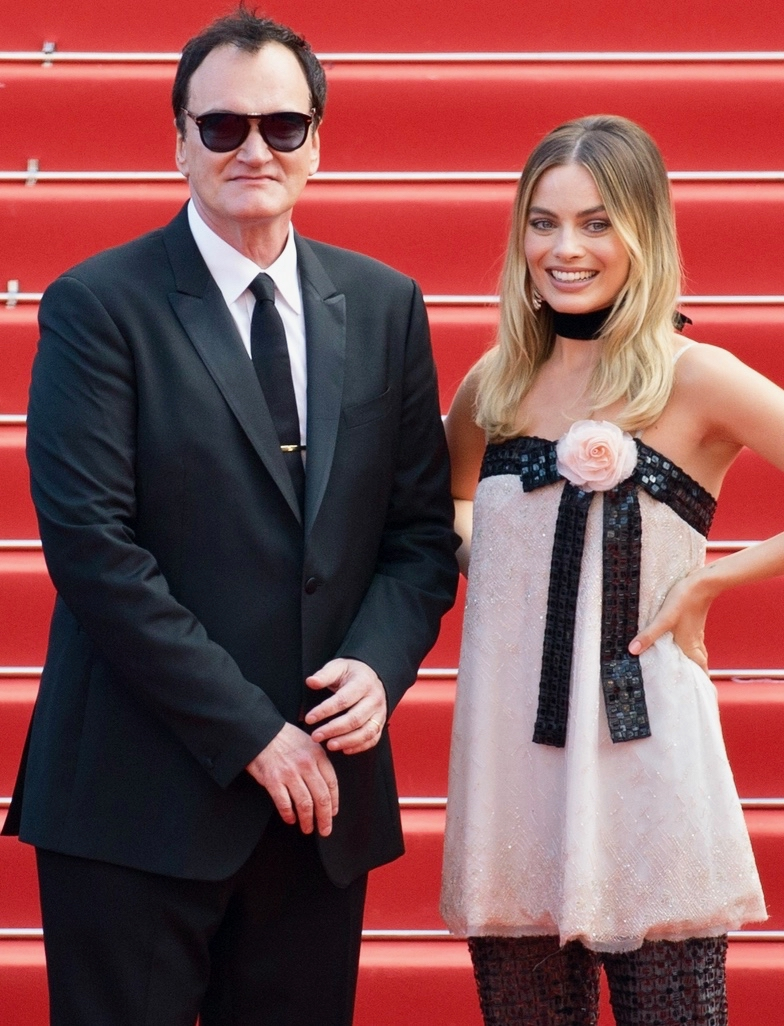
Quentin Tarantino et Margot Robbie lors de la projection du film au Festival de Cannes 2019.

Aux États-Unis, le film reçoit plutôt de bonnes critiques. Sur l'agrégateur Rotten Tomatoes, il obtient 84 % d'avis favorables pour 371 critiques et une note moyenne de 7,76⁄10. Sur Metacritic, il récolte une moyenne de 85⁄100 pour 59 critiques. Dans un article de The Hollywood Reporter, le film est décrit comme une « lettre d'amour de Tarantino au Los Angeles des années 60 » et souligne les choix d'acteurs et de lieux de tournage, malgré quelques réactions divisées au sein de la rédaction concernant la fin du film. Dans Variety, Owen Gleiberman le décrit comme un « collage captivant d’un film — mais qui n'est pas, en fin de compte, un chef-d’œuvre ». Peter Bradshaw de The Guardian lui donne la note maximale de 5 étoiles en mettant en avant les prestations de Brad Pitt et Leonardo DiCaprio en décrivant le film « scandaleux, désorientant, irresponsable et également brillant ». Steve Pond du site TheWrap écrit quant à lui « grand, effronté, ridicule, trop long, et en fin de compte vivifiant, le film est un grand terrain de jeu pour son réalisateur pour fétichiser l'ancienne culture pop et apporter sa perversité joyeuse à l’art de faire des films ». Katie Rife du site The A.V. Club note le film B+ et le décrit comme le film « mélancolique et crise de milieu de vie » de Quentin Tarantino. Richard Brody de The New Yorker pense que le film propose une « vision obscène et régressive des années 1960 ».
En France, le film obtient une moyenne de 4,1⁄5, pour 39 critiques, sur le site Allociné. Pour la revue Les Fiches du cinéma, les deux protagonistes principaux se complètent à merveille, « orchestrant un ping-pong entre la vie et le cinéma, la mélancolie de DiCaprio et le génie comique de Brad Pitt, Tarantino signe un film personnel, ludique, émouvant et redoutablement intelligent sur la sortie de l’enfance ».
Le magazine Bande à part regrette certaines longueurs : « En 1969, un acteur et un cascadeur croisent les parcours de Sharon Tate et de la "famille" Manson. Sur un sujet des plus délicats, Quentin Tarantino signe un film trop long, complaisant, mais parcouru de fulgurances et de splendides numéros d’acteurs. ».

### Box-office
Aux États-Unis, le film sort mi-juillet, quelques semaines avant la sortie française. Pour son premier week-end d'exploitation sur le sol américain, il récolte 40,35 millions de dollars. Il s'agit alors du meilleur démarrage pour un film du réalisateur, devant Inglourious Basterds (38,1 millions de dollars en 2009) et Django Unchained (30,1 millions de dollars en 2012). En France, le film signe également le meilleur premier jour au box-office pour le réalisateur avec 192 373 entrées, devançant ainsi les 165 414 entrées du premier jour de Inglourious Basterds.
| Pays ou région        | Box-office        | Date d'arrêt du box-office | Nombre de semaines |
| --------------------- | ----------------- | -------------------------- | ------------------ |
| États-Unis Canada     | 142 502 728 $     | 8 février 2020             | 28 (en cours)      |
| France                | 2 633 185 entrées | 24 décembre 2019           | 19                 |
| Total hors États-Unis | 247 178 851 $     | 8 février 2020             | 28 (en cours)      |
| Total mondial         | 389 021 383 $     | 8 février 2020             | 28 (en cours)      |

## Distinctions
Source et distinctions complètes : Internet Movie Database

### Récompenses
- Festival de Cannes 2019 : Palme Dog pour Brandy
- Golden Globes 2020 :
  - Meilleur film musical ou comédie
  - Meilleur acteur dans un second rôle pour Brad Pitt
  - Meilleur scénario pour Quentin Tarantino
- Critics' Choice Movie Awards 2020 :
  - Meilleur film
  - Meilleur scénario original pour Quentin Tarantino
  - Meilleur acteur dans un second rôle pour Brad Pitt
  - Meilleure direction artistique pour Barbara Ling et Nancy Haigh
- Screen Actors Guild Awards 2020 : meilleur acteur dans un second rôle pour Brad Pitt
- BAFTA 2020 : Meilleur acteur dans un second rôle pour Brad Pitt
- Oscars 2020 :
  - Meilleur acteur dans un second rôle pour Brad Pitt
  - Meilleurs décors pour Barbara Ling et Nancy Haigh

### Nominations et sélections
- Festival de Cannes 2019 : sélection officielle, en compétition pour la Palme d'or
- Festival international du film de Locarno 2019 : sélection officielle hors compétition « Piazza Grande »
- Golden Globes 2020 :
  - Meilleur réalisateur pour Quentin Tarantino
  - Meilleur acteur dans un film musical ou une comédie pour Leonardo DiCaprio
- Critics' Choice Movie Awards 2020 :
  - Meilleur réalisateur pour Quentin Tarantino
  - Meilleur acteur pour Leonardo DiCaprio
  - Meilleur espoir pour Julia Butters
  - Meilleure distribution
  - Meilleure photographie pour Robert Richardson
  - Meilleur montage pour Fred Raskin
  - Meilleurs costumes pour Arianne Phillips
  - Meilleur maquillage
- BAFTA 2020 :
  - Meilleur réalisateur pour Quentin Tarantino
  - Meilleur scénario original pour Quentin Tarantino
  - Meilleur acteur pour Leonardo DiCaprio
  - Meilleure actrice dans un second rôle pour Margot Robbie
  - Meilleur montage pour Fred Raskin
  - Meilleur casting pour Victoria Thomas (en)
  - Meilleurs décors pour Nancy Haigh et Barbara Ling
  - Meilleurs costumes pour Arianne Phillips
- Oscars 2020 :
  - Meilleur film
  - Meilleur réalisateur pour Quentin Tarantino
  - Meilleur scénario original pour Quentin Tarantino
  - Meilleur acteur pour Leonardo DiCaprio
  - Meilleure création de costumes pour Arianne Phillips
  - Meilleure photographie pour Robert Richardson
  - Meilleur montage de son pour Wylie Stateman (en)
  - Meilleur mixage de son pour Michael Minkler, Christian P. Minkler et Mark Ulano
- César 2020 : Meilleur film étranger

## Commentaires

### Influences

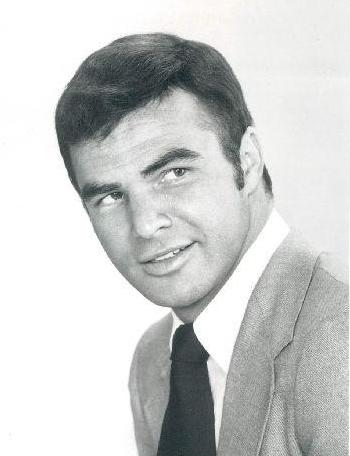
Burt Reynolds, ici en 1970, a servi de principale influence pour le personnage de Rick Dalton.
Reynolds devait par ailleurs interpréter le rôle de George Spahn : sa mort soudaine a fait que ce rôle est revenu à Bruce Dern.
D'autre part, le personnage réel de Burt Reynolds, jeune acteur des années 1960-1970, figure aussi dans la distribution, de manière fugitive : c'est James Marsden qui assure cete brève interprétation.

La série fictive Le Chasseur de primes (Bounty Law) dans laquelle joue Rick Dalton s'inspire de la série Au nom de la loi (Wanted Dead or Alive) (1958–1961). De plus, comme l'interprète de la série Steve McQueen, Rick Dalton a quitté cette série à succès pour se lancer dans une carrière cinématographique.
Par ailleurs, la relation entre Rick Dalton et sa doublure Cliff Booth s'inspire de celle entre Burt Reynolds et Hal Needham. Le personnage de Rick Dalton est également en partie basé sur Ty Hardin,. Il rappelle aussi Chuck Connors, vedette de la série télévisée L'Homme à la carabine (The Rifleman, diffusée de 1958 à 1963), ou encore Richard Boone (qui a également eu Hal Needham comme doublure).
Pour le personnage de Cliff Booth, Quentin Tarantino et Brad Pitt s'inspirent du personnage incarné par Tom Laughlin dans Billy Jack ainsi que des acteurs Gary Kent et Gene LeBell. Les moments où Cliff Booth est confronté à la famille Manson, rendent hommage à Donald Shea, assistant de George Spahn au ranch de Spahn, en froid perpétuel avec les résidents de 1969.
Les circonstances de la mort de Billie Booth, la femme de Cliff, rappellent celles de Natalie Wood,.
Francesca Capucci, interprétée par Lorenza Izzo, s'inspire de Sophia Loren et Claudia Cardinale,.
L'une des séquences du film nous plonge sur le tournage de la série Le Frelon vert, série télévisée historique. La diffusion de celle-ci aura permis de populariser Bruce Lee aux États-Unis, ainsi qu'en Chine.
Une autre séquence nous montre un casting imaginaire de Rick Dalton pour le film La Grande Évasion.
Plus généralement, Quentin Tarantino a été influencé par divers films des années 1950-1960. Grâce à Sony Pictures, il a pu accéder au catalogue de Columbia Pictures et organiser dans certains pays une rétrospective télévisée de certains des films de la compagnie : Bob et Carole et Ted et Alice (1969), Fleur de cactus (1969), Easy Rider (1969), Model Shop (1969), La Bataille de la mer de Corail (1959), Campus (1970), Matt Helm règle son comte (1968), Les requins volent bas (1968), Le Salaire de la violence (1958) et Représailles en Arizona (1965). Quentin Tarantino cite également comme influences Le Détraqué (1973) de Bert I. Gordon, Le Voyage fantastique (1966) de Richard Fleischer ou encore le western Les Cent Fusils (1969) de Tom Gries.
Bien que le personnage de l'agent Marvin Schwarz (incarné par Al Pacino) ne s'inspire pas d'un véritable agent, son nom évoque Marvin Schwartz (en), producteur de plusieurs films des années 1960-1970. Dans Once Upon a Time… in Hollywood, Marvin Schwarz insiste sur le fait qu'il n'y a pas de « t » dans son nom, à la suite d'une erreur de prononciation de Rick Dalton.
Le personnage de Pussycat (incarnée par Margaret Qualley) est un personnage « composite » inspiré de plusieurs membres de la Manson Family : Kathryn « Kitty » Lutesinger et Ruth Ann Moorehouse. Par ailleurs un autre personnage est nommé Pussycat dans le livre The Family d'Ed Sanders.
Le personnage de la jeune actrice Trudi Fraser rappelle Jodie Foster, qui a joué enfant dans des séries western comme Bonanza ou Gunsmoke.

### Clins d’œil
On retrouve mentionnée, comme dans de nombreux autres films films de Tarantino (Pulp Fiction, Kill Bill, Groom Service, Les Huit Salopards…), la marque fictive de cigarettes Red Apples. Dans une séquence post-générique, Rick Dalton tourne une publicité pour la marque.
On peut voir dans une scène que Sharon Tate se rend dans une librairie pour acheter un exemplaire du roman Tess d'Urberville de Thomas Hardy, qu'elle compte offrir en cadeau à son mari, le réalisateur Roman Polanski. Ce dernier adaptera l'œuvre quelques années plus tard dans le film Tess (1979).
Lorsque Rick et Cliff reviennent d'Italie, on peut voir que la mosaïque murale de l'aéroport international de Los Angeles est la même que celle derrière Pam Grier dans le générique d'entrée de Jackie Brown (1997), troisième film de Quentin Tarantino.

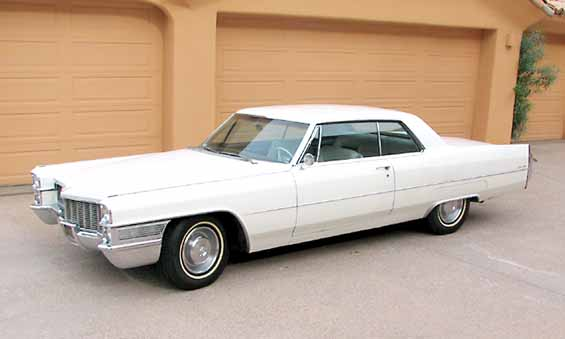
Cadillac DeVille 1965, assez similaire à celle du film.

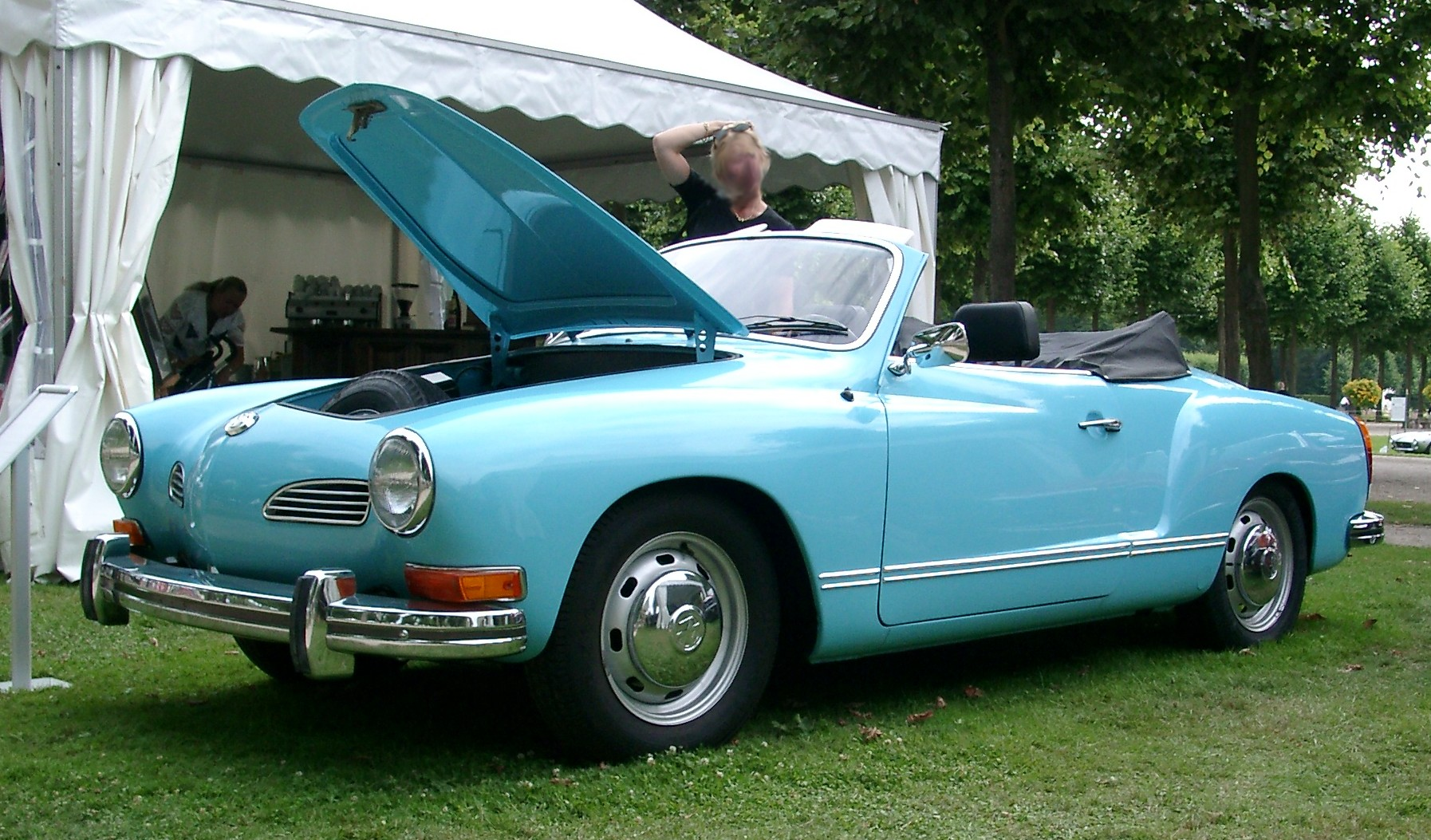
Une Volkswagen Karmann Ghia cabriolet bleue des années 1960.

La Cadillac DeVille 1966 blanche appartenant à Rick (mais conduite par Cliff) appartient en réalité à l'acteur Michael Madsen (qui fait un caméo dans ce film). Elle apparaissait déjà dans Reservoir Dogs (1992), le premier film de Quentin Tarantino. La voiture de Cliff est une Volkswagen Karmann Ghia 1967 cabriolet bleue, assez semblable à celle de 1973 conduite par Beatrix Kiddo dans Kill Bill : Volume 2 (2004).

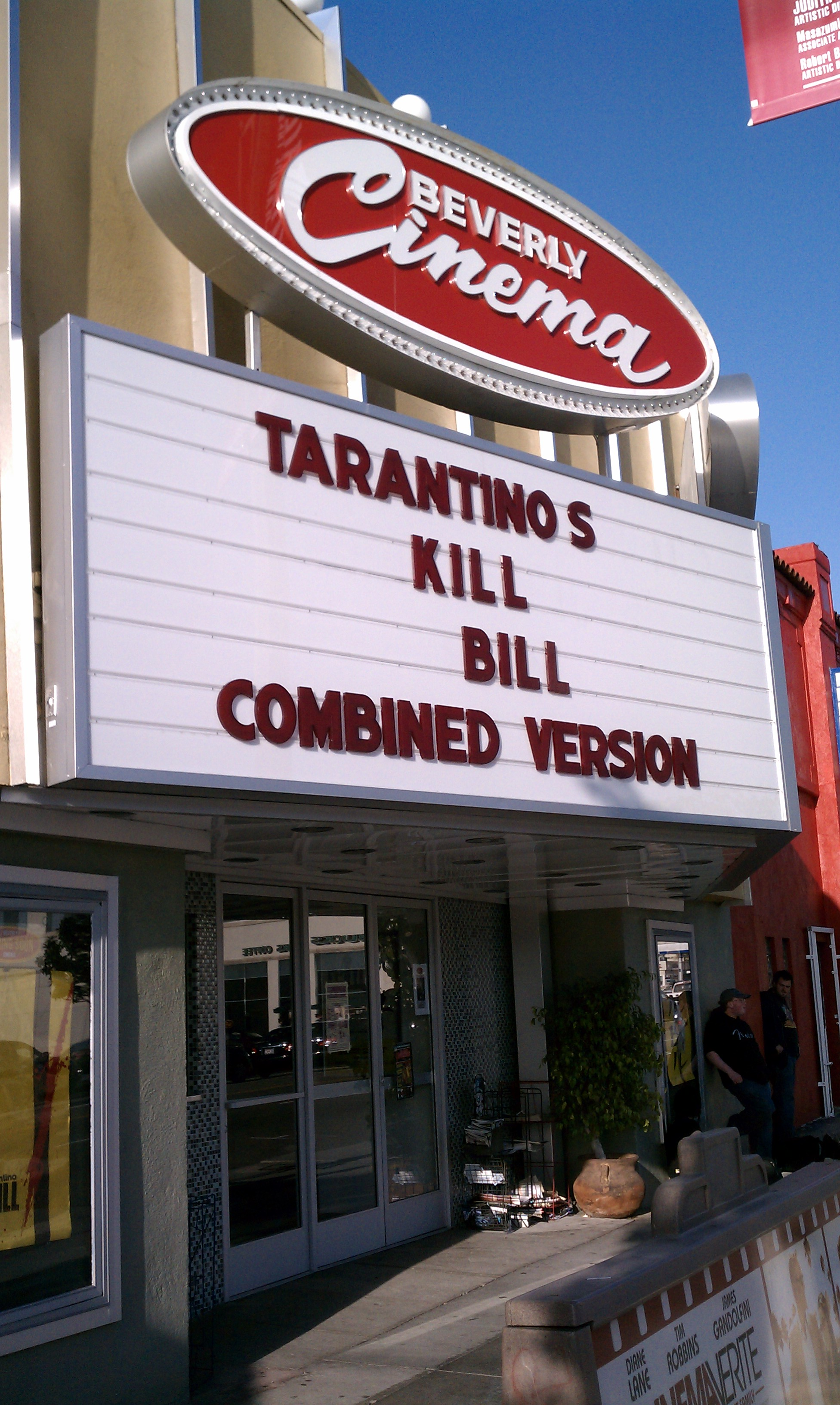
Façade du New Beverly Cinema de Quentin Tarantino

Lorsque Sharon Tate et Jay Sebring arrivent pour diner au restaurant El Coyote, ils évoquent une avant-première d'un film pornographique qui a lieu juste à côté, au cinéma Eros. Quelques années plus tard, Quentin Tarantino le rachètera et l'exploitera sous le nom de New Beverly Cinema. Par ailleurs, Rick et Marvin se donnent rendez-vous dans le célèbre restaurant Musso & Frank Grill.
Lorsque Rick tourne des films en Italie, l'un d'eux est réalisé par Antonio Margheriti. C'est le faux nom utilisé par Donny Donowitz (Eli Roth) dans Inglourious Basterds (2009). Le réalisateur a par ailleurs beaucoup influencé Quentin Tarantino.
L'épisode de la série Sur la piste du crime dans lequel joue Rick s'intitule All the Streets Are Silent. Cet épisode a véritablement été diffusé en 1965. Rick y incarne un personnage nommé Michael Murtaugh. Dans la réalité, le rôle de Murtaugh a été tenu par Burt Reynolds (qui devait apparaitre dans Once Upon a Time… in Hollywood).
Lorsque Sharon Tate se rend au cinéma pour voir Matt Helm règle son comte, on peut apercevoir une affiche de El mercenario de Sergio Corbucci avec Franco Nero. Ce dernier tient un petit rôle dans Django Unchained, film influencé par Django (1966), autre collaboration entre Sergio Corbucci et Franco Nero.
Kurt Russell incarne ici Randy, coordinateur des cascadeurs sur les tournages. Dans Boulevard de la mort (2007), il incarnait le cascadeur Stuntman Mike. L'actrice et cascadeuse Zoë Bell joue ici la femme de Randy, tandis qu'elle jouait la victime dans Boulevard de la mort.
Lorsque Rick Dalton repousse les membres de la secte Manson de sa rue, il insulte « Tex » Watson et l'appelle « Dennis Hopper ». Ce dernier incarne un motard hippie dans Easy Rider, film qui a influencé Quentin Tarantino.
Lors d'une scène, des images de Rick Dalton sont insérées dans le film La Grande Évasion (1963).
L'Israélienne Daniella Pick, l'épouse de Quentin Tarantino, apparait brièvement dans le rôle de l'actrice italienne Daphna Ben-Cobo. Par ailleurs, on peut voir la costumière Courtney Hoffman dans le rôle de Rebekka, la costumière de Rick Dalton pour la série Lancer. Courtney Hoffman a travaillé sur les costumes de Les Huit Salopards et sur ceux portés par Christoph Waltz dans Django Unchained et a entretenu une relation avec Quentin Tarantino en 2015.
Quand Pussycat rentre dans la voiture conduite par Cliff, elle pose les pieds sur le tableau de bord et lui demande quel est son travail, ce à quoi il répond Stuntman. C'est une réplique qu'on retrouve dans "Boulevard de la Mort".

### Controverses
Shannon Lee, fille de Bruce Lee, a ouvertement critiqué la manière dont est traité son père dans le film. Quentin Tarantino se défend en déclarant notamment : « Bruce Lee était un type plutôt arrogant. La manière dont il s'exprimait, je n'ai pas tout inventé. Je l'ai entendu dire des trucs comme ça. Les gens prétendent qu'il n'a jamais dit qu'il pouvait battre Mohamed Ali, et bien si, il l'a dit. Non seulement il l'a dit, mais sa femme, Linda Lee, a rapporté ces propos dans sa première biographie que j'ai lue. Elle a tout à fait dit ça ».
Par ailleurs, Emmanuelle Seigner, compagne de Roman Polanski, déclare au moment de la projection du film à Cannes : « Je ne critique pas le film. Je dis juste que ça ne les dérange pas de faire un film qui parle de Roman et de son histoire tragique et donc de faire du business avec ça, alors que de l'autre côté, ils en ont fait un paria ». Cependant, dans une interview pour Deadline.com, Quentin Tarantino affirme avoir été en contact avec Roman Polanski via un ami commun : « Après que j’ai fini le film, il en a eu vent et m’a contacté via un ami en commun. Cet ami m’a appelé et m’a dit : « alors qu’est-ce qu’il se passe ? » Il a dit que Roman n’était pas en colère. Il ne m’a pas appelé furieux. Il était juste curieux ».

### Adaptation sur petit écran et version longue
Le premier montage initial du film faisait environ 4 heures et 20 minutes.
Le 25 octobre 2019, une version rallongée sort dans quelques salles américaines. Cette version inclut environ 10 minutes supplémentaires.
Le premier ajout concerne deux publicités, juste avant l'apparition du logo Sony Pictures. La première est une campagne pour la marque fictive de cigarettes Red Apple. Deux acteurs se retournent face caméra après que le narrateur leur ait demandé s'ils voulaient « croquer dans la pomme rouge ». Ils sont rejoints par une jeune femme qui allume une cigarette en souriant. La publicité se poursuit avec l'arrivée du jeune Burt Reynolds (incarné par James Marsden) qui sort une Red Apple sur le plateau de tournage d'une série western (qui rappelle celui de Gunsmoke). Le deuxième ajout est une publicité pour la marque de bières Old Chattanooga Beer, déjà apparue auparavant dans Boulevard de la mort. L'acteur Walton Goggins est le narrateur de cette publicité.
La version longue est également agrémentée d'une version rallongée de la série télévisée fictive Bounty Law. Le shérif Hackett, joué par Michael Madsen, est davantage présent. Cette nouvelle version contient également une scène post-générique. Il s'agit d'un plus long aperçu de la série télévisée Lancer, dans laquelle Rick Dalton (Leonardo DiCaprio) incarnait une nouvelle fois un antagoniste. Timothy Olyphant et Luke Perry y sont davantage les frères Lancer. Ils sont accompagnés à bord d'une diligence par la jeune Trudi Fraser (Julia Butters). Cette séquence inédite se clôture avec Nicholas Hammond, dans le rôle du réalisateur Sam Wanamaker, qui coupe la scène et félicite la petite Trudi Fraser pour sa performance.

### Sortie vidéo
Le film sort en DVD, Blu-ray et 4K Ultra HD le 14 décembre, édité par Sony Pictures. En bonus, l'édition DVD contient 7 scènes supplémentaires pour une durée totale de 25 minutes, l'édition Blu-ray contient les bonus du DVD ainsi que des bonus sur la reconstitution du Hollywood de 1969 (voitures, décors, mode), et autres. L'édition 4K Ultra HD contient quant à elle le Blu-ray du film ainsi que ses bonus, un documentaire sur la conception du film et un disque 4K Ultra HD du film[réf. nécessaire].

### Mise en roman
En novembre 2020, il est annoncé que Quentin Tarantino a signé un contrat pour deux livres avec l'éditeur HarperCollins. Le premier est une mise en roman de Once Upon a Time in Hollywood.
Le roman est une version réimaginée du film. Quentin Tarantino le décrit comme « Une refonte complète de toute l'histoire » avec notamment deux chapitres racontant l'histoire de Cliff Booth.
En juin 2021, Quentin Tarantino révèle avoir écrit un autre roman centré sur les films de Rick Dalton, The Films of Rick Dalton, qu'il envisage également de publier.

### Projet de suite
En avril 2025, il est révélé que David Fincher va réaliser une suite du film pour Netflix. Leonardo DiCaprio et Brad Pitt seraient alors en négociation pour y reprendre leurs rôles respectifs de Rick Dalton et Cliff Booth,,. Alors que la participation de Leonardo DiCaprio demeure incertaine, il est révélé fin avril que le titre sera The Continuing Adventures of Cliff Booth. Le titre est ensuite raccourci en The Adventures of Cliff Booth.